# Giro di Toscana 1998
Il Giro di Toscana 1998, settantunesima edizione della corsa, si svolse il 3 maggio su un percorso di 201 km, con partenza a Chianciano Terme e arrivo ad Arezzo. Fu vinto dall'italiano Francesco Secchiari della Scrigno-Gaerne davanti ai suoi connazionali Stefano Faustini e Massimo Donati.

## Ordine d'arrivo (Top 10)
| Pos. | Corridore           | Squadra                      | Tempo    |
| ---- | ------------------- | ---------------------------- | -------- |
| 1    | Francesco Secchiari | Scrigno-Gaerne               | 5h11'00" |
| 2    | Stefano Faustini    | Vini Caldirola-Longoni Sport | s.t.     |
| 3    | Massimo Donati      | Saeco                        | s.t.     |
| 4    | Riccardo Forconi    | Mercatone Uno-Bianchi        | s.t.     |
| 5    | Romāns Vainšteins   | Kross-Selle Italia           | a 32"    |
| 6    | Massimo Podenzana   | Mercatone Uno-Bianchi        | s.t.     |
| 7    | Gianni Bugno        | Mapei-Bricobi                | a 35"    |
| 8    | Mario Manzoni       | Mobilvetta Design-Northwave  | s.t.     |
| 9    | Alessandro Baronti  | Cantina Tollo                | s.t.     |
| 10   | Luca Gelfi          | Ros Mary-Amica Chips         | s.t.     |